# Leonardo Umile
Leonardo Umile (Scerni, 1º giugno 1919 – Aulla, 7 aprile 1945) è stato un partigiano italiano.

## Biografia
Nacque a Scerni (Chieti) il 1º giugno 1919. Frequentò la Scuola d'Avviamento Professionale a Vasto. Svolse il servizio militare nel I° Centro automobilistico di Torino e successivamente nell'Aeronautica (come autista a Firenze e a Ciampino).
Dopo l'armistizio si aggregò al 1º Battaglione della IV Brigata Garibaldi "Apuania", divenendone il commissario politico e dirigendo i combattimenti contro i tedeschi sulle colline Apuane. All'alba del 7 aprile 1945, i nazisti attaccarono i partigiani della frazione di Bastia nel comune di Licciana Nardi (Massa-Carrara). I partigiani della vicina frazione di Cisigliana, tra cui Leonardo Umile, accorsero in loro aiuto. Leonardo rimase di presidio alla mitragliatrice per coprire il ripiegamento dei compagni. Fu così catturato dai nazisti che gli offrirono la libertà in cambio della delazione. Umile rifiutò e fu quindi fucilato a Villanova di Bigliolo nel comune di Aulla. Il monumento che lo ricorda riporta il testo del suo interrogatorio: “Tu sei Leonardo? Si. Sei un capo dei banditi? No. Mi onoro di essere un capo dei Patrioti.”
Leonardo Umile fu decorato con la Medaglia d'oro al Valor Militare alla memoria.
Nella ricorrenza dei 70 anni della morte furono organizzate cerimonie commemorative ad Aulla (12 aprile 2015), a Vasto (25 aprile 2015) e a Scerni (27 aprile 2015).
Porta il nome di Leonardo Umile una strada nella zona Sud di Roma.